# イェニー・フォン・ヴェストファーレン
ヨハンナ・ベルタ・ユリー・イェニー・フォン・ヴェストファーレン（ドイツ語: Johanna Bertha Julie Jenny von Westphalen、1814年2月12日 - 1881年12月2日）またはイェニー・マルクス（ドイツ語: Jenny Marx）は、ドイツの思想家カール・マルクスの妻である。

## 経歴

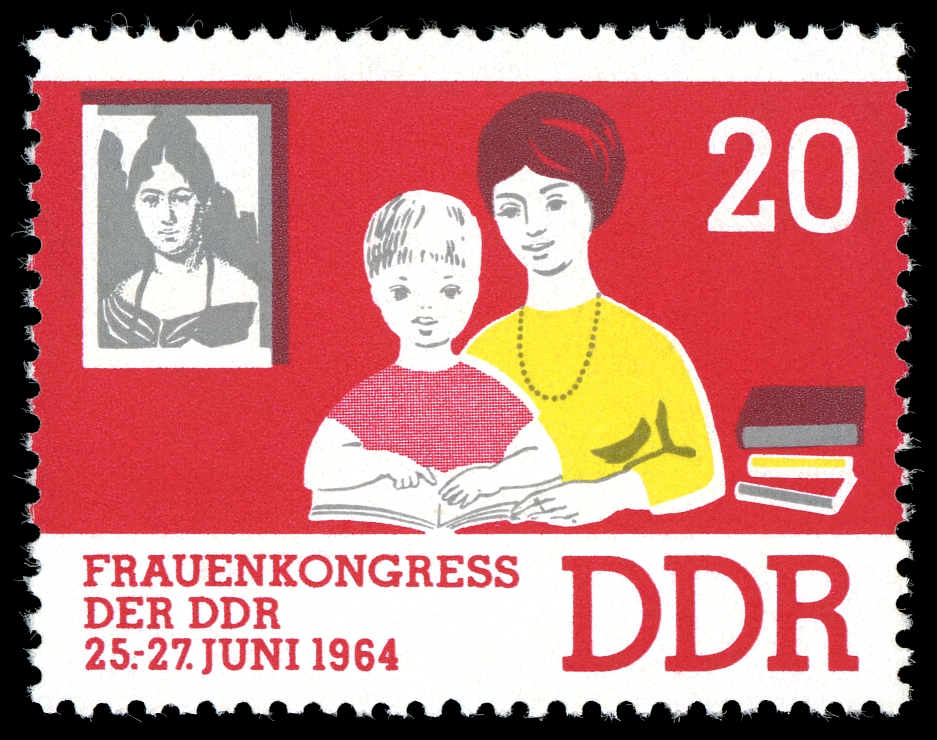
イェニーの肖像画をあしらった東ドイツの記念切手、1964年

父ルートヴィヒ・フォン・ヴェストファーレンは、トリーアの政庁で参事官を務めていた貴族だった。イェニーの腹違いの兄フェルディナント・フォン・ヴェストファーレンは後にプロイセン内務大臣を務めている。
イェニーはマルクスの姉の友人で、マルクスとも幼なじみであった。
1836年、マルクスと婚約。1843年6月に結婚した。父ルートヴィヒは自由主義的な人物で二人の婚約に反対しなかったが、兄フェルディナントは保守的な貴族主義者だったのでマルクスとの結婚に反対していた。他の親族も反対する者が多かったが、イェニーの意思は変わらなかった。これについてマルクスは「私の婚約者は、私のために最も苦しい闘い ―天上の主とベルリンの主を崇拝する信心深い貴族的な親類どもに対する闘い― を戦ってくれた。そのためにほとんど健康も害したほどである」と述べている。
同年10月パリに移住。1844年5月、長女ジェニーを出産。1845年9月、二女ラウラを出産。1847年1月、長男エドガーを出産。1849年8月、ロンドンに永住。同年9月、二男ヘンリー・エドワード・ガイを出産したが、翌1850年11月夭折。1851年3月、三女フランチェスカを出産したが、翌1852年4月夭折。この頃から数年間、一家は極貧生活を送った。1855年1月、四女エリノアを出産。同年4月、長男エドガー夭折。1881年12月2日、肝癌のため死去、享年67。
1883年1月、長女ジェニー死去。同年3月14日、マルクス死去。夫妻はロンドンのハイゲイト墓地に葬られている。